# Eric Goldberg (animateur)
Pour les articles homonymes, voir Eric Goldberg et Goldberg.
Eric Goldberg, parfois crédité sous le nom de Claude Raynes, est un réalisateur, animateur, scénariste, acteur et storyboardeur américain né le 1er mai 1955 à Levittown en Pennsylvanie. Il est principalement connu pour son travail aux studios d'animation de Disney, où il a notamment été co-réalisateur avec Mike Gabriel, Pocahontas en 1995. Il a été également le créateur et l’animateur superviseur du Génie dans Aladdin en se basant sur des sketchs de Robin Williams. Il a aussi écrit le scénario, dirigé l’animation et réalisé le segment de Fantasia 2000 Rhapsody in blue. Il a également dirigé et supervisé l’animation sur Les Looney Tunes passent à l'action en étant également le co-réalisateur.
Avec Adam Green, chef de l’animation 3D, Goldberg est le chef sur l’animation 2D sur Get a Horse!. Le court-métrage a obtenu une reconnaissance internationale, notamment pour son animation et son humour.

## Filmographie

### Réalisateur
- 1995 : Pocahontas co-réalisateur avec Mike Gabriel
- 1999 : Fantasia 2000 co-réalisateur avec Hendel Butoy, Gaëtan et Paul Brizzi, Pixote Hunt, Francis Glebas, James Algar et Don Hahn
- 2000 : Rhapsody in Blue
- 2001 : The Magic Lamp 3D
- 2003 : Les Looney Tunes passent à l'action co-réalisateur avec Joe Dante
- 2006 : A Monkey's Tale
- 2016 : Les Simpson, épisode Fland canyon (gag du canapé)

### Scénariste
- 1999 : Fantasia 2000
- 2000 : Rhapsody in Blue
- 2001 : The Magic Lamp 3D

### Acteur
- 1996 : Superior Duck : Marvin le Martien
- 1999 : Fantasia 2000
- 2003 : Les Looney Tunes passent à l'action : Titi, Marvin le Martien et Speedy Gonzales
- 2009 : Pups of Liberty : le gouverneur

### Animateur
- 1977 : Raggedy Ann and Andy: A Musical Adventure
- 1982 : Ziggy's Gift
- 1985 : Rupert and the Frog Song
- 1992 : Aladdin
- 1993 : Le Voleur et le Cordonnier
- 1993 : Madame Doubtfire
- 1994 : Chariots of Fur
- 1997 : Pullet Surprise
- 1997 : Hercule
- 1997 : Anastasia
- 1997 : From Hare to Eternity
- 1999 : Fantasia 2000
- 2000 : Rhapsody in Blue
- 2003 : Les Looney Tunes passent à l'action
- 2003 : Boys Night Out
- 2004 : Fat Albert
- 2005 : Le Fils du Mask
- 2005 : Tom and Jerry: The Fast and the Furry
- 2006 : La Panthère rose
- 2006 : Tom et Jerry Tales
- 2006 : Rox et Rouky 2
- 2007 : Comment brancher son home cinéma
- 2009 : Pups of Liberty
- 2009 : La Princesse et la Grenouille
- 2010 : 82e cérémonie des Oscars
- 2011 : Winnie l'ourson
- 2013 : Get a Horse!

### Storyboardeur
- 1982 : Ziggy's Gift
- 2003 : Les Looney Tunes passent à l'action
- 2012 : Les Mondes de Ralph